# José Prefumo y Dodero
José Prefumo y Dodero (Cartagena, 5 d'abril de 1831 – ibídem, 10 d'octubre de 1902) va ser un jurista, periodista i polític espanyol d'ideologia republicana. Durant la seva carrera política, va ocupar els càrrecs d'alcalde de Cartagena, diputat en el Congrés i governador civil de la província de Madrid durant el Sexenni Democràtic i la restauració borbònica.

## Biografia
José Prefumo va néixer a Cartagena en 1831, fill de José Prefumo y Costi i de María Dodero Deambrosi, immigrants genovesos establerts a la ciutat. Amb 24 anys es va llicenciar en Dret per la Universitat de Madrid (1855), la qual cosa li va obrir les portes de l'ofici de fiscal en el Jutjat de Primera Instància a la seva ciutat natal i li va permetre constituir un bufet d'advocats. Aviat va començar a col·laborar en les redaccions de periòdics que van despertar la seva consciència política, com El Eco de Cartagena o el diari republicà El Radical, a les quals seguiren El Pirata, El Amigo del Pueblo i El Republicano.
En 1860 es va presentar a les eleccions municipals de Cartagena, en les quals va sortir triat regidor. Enmig de la crisi final del regnat d'Isabel II, participava ja en les conspiracions que s'ordien en la botica de la calle Mayor, de manera que quan va esclatar la Revolució de 1868 va ser triat per a encapçalar la Junta Revolucionària local. Durant la seva presidència va tenir lloc en Iecla el pronunciament del revolucionari Froilán Carvajal y Rueda, qui va proclamar la República al capdavant de tres-cents homes i només va desistir després de la intervenció de Prefumo, qui li va comminar a dissoldre la tropa per a evitar un vessament de sang.
En les eleccions municipals de 1869, les primeres mitjançant sufragi universal masculí, va ser elegit alcalde de Cartagena, però la seva estada en la corporació municipal va ser breu, en ser aclamat pels seus conciutadans com el seu diputat en les Corts Constituents. En Madrid va tornar a l'activitat periodística com a articulista a La República Ibérica, atès que repetia mandat en el Congrés durant el regnat d'Amadeu I, i arribada la Primera República participava en la legislatura constituent de 1873.
Entrat el període republicà, sota la presidència de Francesc Pi i Margall va ocupar Prefumo la Direcció General d'Agricultura, Indústria i Comerç i, de forma interina, la Direcció General d'Instrucció Pública. El 12 de juliol de 1873 es produïa a Cartagena i en diversos punts de l'Espanya meridional l'aixecament dels republicans federals «intransigents» conegut com la rebel·lió cantonal, a la qual es va oposar vehementment José Prefumo, diputat lligat al corrent «benèvol» del Partit Republicà Democràtic Federal, i qui rebutjava alhora una cartera ministerial en el govern dirigit per Nicolás Salmerón. Es va adscriure llavors al corrent de republicanisme unitari que propugnava Emilio Castelar, i quan aquell va exercir la presidència, el cartagener va accedir a servir com a governador civil de la província de Madrid. Durant l'exercici d'aquesta autoritat va dissoldre l'ajuntament de Madrid el 22 de desembre a causa d'uns tumults durant una sessió plenària, i la seva actitud bel·ligerant respecte a periodistes i impressors li va comerciejar les crítiques d'Ángel María Segovia, qui ho va descriure com «un dels funcionaris més arbitraris i més cruels que ha tingut la República».
Prefumo dimitía un dia abans del cop d'Estat de Pavía en 1874, apartant-se des de llavors de l'activitat política de la capital, si bé va romandre allí per un temps lliurat a activitats com l'accionariat de la Institución Libre de Enseñanza. Tornada la monarquia borbònica en la persona d'Alfons XII, es va retirar a la seva localitat d'origen per a reorganitzar als seus partidaris. D'aquesta forma, el republicanisme va comptar amb el seu escó en el Congrés gràcies als seus resultats en les eleccions generals de 1893 i 1901.
Va morir a Cartagena en 1902 a conseqüència d'una pneumònia, als 71 anys. En 1914, l'historiador Antonio Puig Campillo va redactar la seva biografia atenent la seva trajectòria com a parlamentari, prologada pel també polític republicà Miguel Rodríguez Valdés.